# Büschkapelle

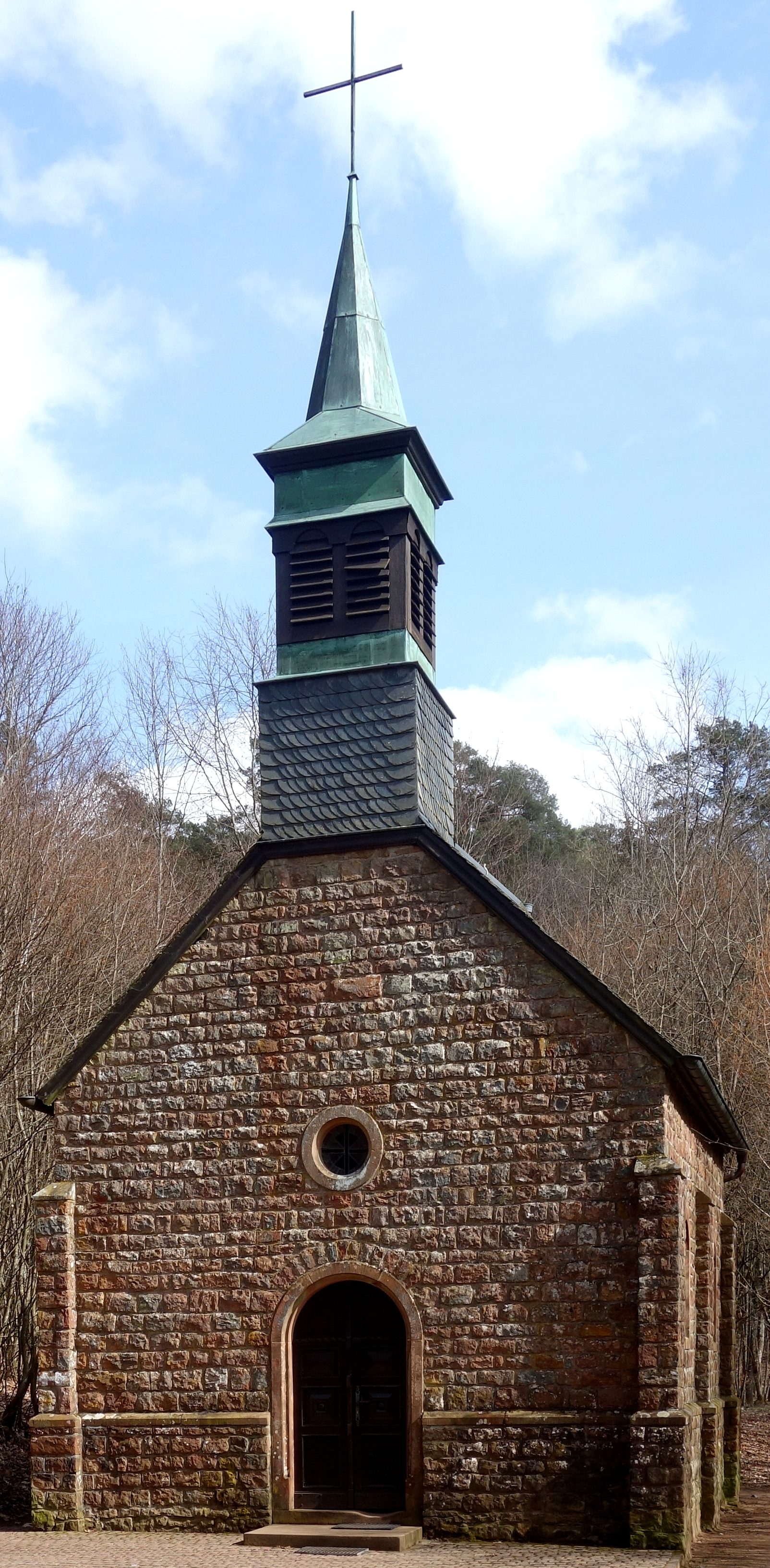
Büschkapelle

Die Büschkapelle liegt im Stadtwald von Gerolstein im Landkreis Vulkaneifel in Rheinland-Pfalz. Sie ist aus rotem Kylltal-Sandstein im neugotischen Stil gebaut und als Wallfahrtskapelle der Maria zum klaren Bronnen geweiht.

## Geschichte
Der Ursprung der alten Kapelle reicht bis ins 17. Jahrhundert zurück. 1680 wurde der Turm der Löwenburg, in dem sich neben einer Kapelle auch Lagerräume von Schwarzpulver befanden, von einem Blitz getroffen. Durch die so verursachte Explosion stürzte das Gewölbe der Kapelle ein, und es brannten Archiv, Kanzlei, Rüstkammer und andere Räume aus. Allerdings breitete sich der Brand nicht zu einem Großfeuer aus, und es wurde niemand verletzt.
Nach diesem Ereignis ließ der Domherr Wilhelm Ernst, ein Onkel des Burgherrn Graf Carl Ferdinand, der sich während des Blitzeinschlags auf der Burg befand, 1681 aus Dankbarkeit eine Kapelle errichten, die der allerseligsten Jungfrau Maria ad fontem, oder Maria zum klaren Bronnen, geweiht wurde.

## Neubau und heutige Ausstattung

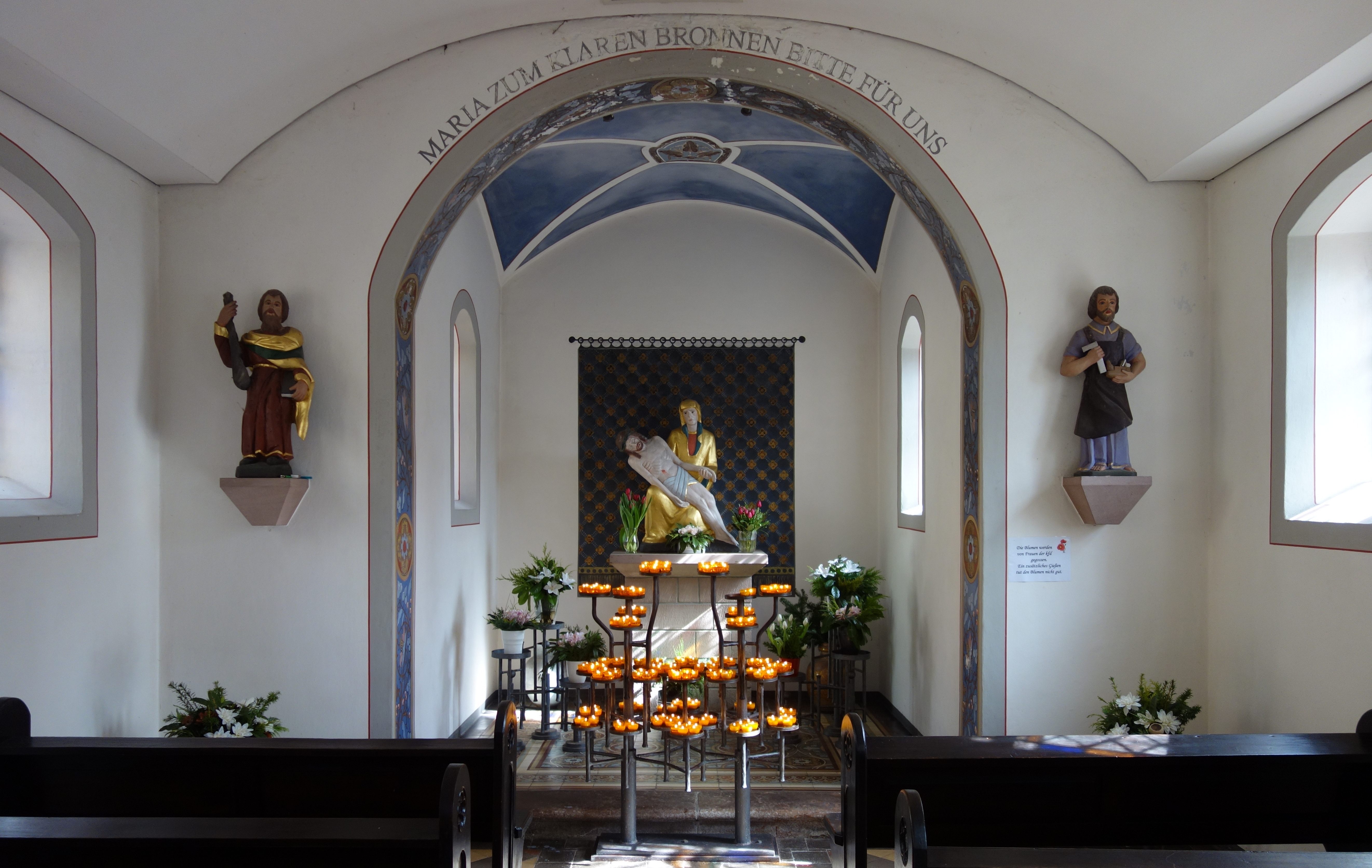
Innenraum der Büschkapelle

Die heutige Büschkapelle wurde von der Familie Daubach in den Jahren 1852 und 1853 gebaut, da die ursprüngliche Kapelle verfallen war. In der Apsis befindet sich eine lebensgroße goldene Marienfigur mit dem sterbenden Jesus im Arm, die von Blumengestecken und einem Kerzenständer umrahmt ist. An einem Rundbogen stehen die Worte Maria zum klaren Bronnen des Onkels von Graf Carl Ferdinand.
Auf dem Kapellenvorplatz finden an jedem Maisonntag die traditionellen Maiandachten zur Verehrung der Gottesmutter Maria statt.

## Denkmalschutz
Die Büschkapelle ist in der Liste der Kulturdenkmäler in Gerolstein verzeichnet.